# Ululodes brachycerus
Ululodes brachycerus is een insect uit de familie van de vlinderhaften (Ascalaphidae), die tot de orde netvleugeligen (Neuroptera) behoort. 
Ululodes brachycerus is voor het eerst wetenschappelijk beschreven door Navás in 1918.